# Prvenstvo Jugoslavije u hokeju na travi 1965.
Jugoslavensko prvenstvo u hokeju na travi za 1965. godinu je peti put zaredom osvojio Jedinstvo iz Zagreba.

## Ljestvica
| mj. | klub               | ut. | pob. | rem. | por. | po.g | pr.g | bod |
| --- | ------------------ | --- | ---- | ---- | ---- | ---- | ---- | --- |
| 1.  | Jedinstvo Zagreb   | 3   | 2    | 1    | 0    | 6    | 2    | 5   |
| 2.  | Marathon Zagreb    | 3   | 0    | 3    | 0    | 3    | 3    | 3   |
| 3.  | Jedinstvo Začretje | 3   | 0    | 2    | 1    | 1    | 2    | 2   |
| 4.  | Mladost Zagreb     | 3   | 0    | 2    | 1    | 2    | 5    | 2   |